# Inge Magnusson
Inge Magnusson (tué à la fin de l’année  1202) prétendant à la couronne royale de Norvège de 1196 à 1202 et 1er roi des Bagler. Ses prétentions au trône soutenu par le parti de l’église Norvégienne raniment la Guerre civile qui s’était éteinte en 1184 après la mort du roi Magnus V de Norvège lors de la Bataille de Fimreite.  

## Biographie
Après l’entrée en vigueur des mesures défavorable à la puissance de l‘église prises par le roi Sverre de Norvège le parti ecclésiastique dit des Bagler  qui avait à sa tête  l’archevêque de Nidaros Erik Ivarsson (1188-1205) exilé au Danemark et l’évêque Nicolas Arnesson d’Oslo décide en 1197 de mettre à sa tête Inge qui se présentait comme un fils illégitime du roi Magnus V de Norvège.
Les Bagler s’opposaient aux partisans du pouvoir royal qui relevaient  le vieux nom de « Birkebeiner ». Le centre de leur pouvoir se trouvait dans le Viken autour de la ville d’Oslo siège de l’évêché de Nicolas Arnesson. Toutefois  en janvier 1198 ils prennent Nidaros où Inge Magnusson reçoit le titre royal du Thing. Dans le courant de la même année le prince suédois Karl Sverkerson, gendre du roi, qui avait en garde Bergen est tué lors de la prise de la ville par le chef Bagler Thorstein Kugad.
Le 18 juin 1199 la flotte des Bagler rencontre celle du roi Sverre lors de la bataille navale de Strindafjord où le roi remporte une éclatante victoire L’évêque Nicolas Arnesson se réfugie à son tour au Danemark mais Inge Magnusson demeure le chef des Bagler.
Après la mort  de Sverre le 8 mars 1202 son fils et successeur Håkon III de Norvège suivant les derniers conseils de son père entre en négociation avec le parti des évêques exilés afin de se réconcilier avec eux. Inge Magnusson perd alors le soutien de l’église et c’est en fugitif qu’il est trahi par ses hommes et tué par des paysans à Storøya sur une île du lac Mjøsa dans les environs de Fagernes dès  la fin de 1202.

## Sources
- (no) Knut Petter Lyche Arstad, « Inge Magnusson », Norsk biografisk leksikon,consulté le 9 octobre 2013.
- (en) Karl Jonsson Sverissaga traduction en anglais de J Stephton Londres 1899
- (en) Knut Gjerset History of the Norwegian People The Macmillan Company New york 1915, « King Sverre's Reign ».